# Char Kent (distrikt)
Char Kent är ett distrikt i Afghanistan. Det ligger i provinsen Balkh, i den norra delen av landet, 270 kilometer nordväst om huvudstaden Kabul. Administrativ huvudort är Char Kent.
Distriktet beräknades år 2022 ha cirka 52 000 invånare.